# Marcus Ehning
Marcus Ehning (Südlohn, 19 april 1974) is een Duits ruiter, die gespecialiseerd is in springen. Ehning behaalde de olympische gouden medaille in de landenwedstrijd tijdens de Olympische Zomerspelen 2000. Hij werd in 2010 wereldkampioen in de landenwedstrijd.

## Resultaten
- Olympische Zomerspelen 2000 in Sydney 4e individueel springen met For Pleasure
- Olympische Zomerspelen 2000 in Sydney  landenwedstrijd springen met For Pleasure
- Wereldruiterspelen 2002 in Jerez de la Frontera 15e individueel met For Pleasure
- Wereldruiterspelen 2002 in Jerez de la Frontera 4e landenwedstrijd springen met For Pleasure
- Wereldruiterspelen 2006 in Aken 82e individueel met Noltes Küchengirl
- Wereldruiterspelen 2006 in Aken  landenwedstrijd springen met Noltes Küchengirl
- Wereldruiterspelen 2010 in Lexington 16e individueel met Noltes Küchengirl
- Wereldruiterspelen 2010 in Lexington  landenwedstrijd springen met Noltes Küchengirl
- Olympische Zomerspelen 2012 in Londen 12e individueel springen met Plot Blue
- Olympische Zomerspelen 2012 in Londen 10e landenwedstrijd springen met Plot Blue
- Wereldruiterspelen 2014 in Caen 10e individueel met Cornado NRW
- Wereldruiterspelen 2014 in Caen 4e landenwedstrijd springen met Cornado NRW
- Wereldruiterspelen 2018 in Tryon 15e in de springconcours met Pret A Tout
- Wereldruiterspelen 2018 in Tryon  in de springconcours landenwedstrijd met Pret A Tout

1912: Lewenhaupt, Kilman, von Rosen ·
1920: König, von Rosen, Norling ·
1924: Thelning, Ståhle, Lundström ·
1928: Navarro, Álvarez, García ·
1936: Hasse, von Barnekow, Brandt ·
1948: Mariles, Uriza, Valdés ·
1952: White, Stewart, Llewellyn ·
1956: Winkler, Thiedemann, Lütke-Westhues ·
1960: Winkler, Thiedemann, Schockemöhle ·
1964: Schridde, Jarasinski, Winkler ·
1968: Day, Gayford, Elder ·
1972: Ligges, Wiltfang, Steenken, Winkler ·
1976: Parot, Rozier, Roguet, Roche ·
1980: Tsjoekanov, Poganovsky, Asmaje, Korolkov ·
1984: Fargis, Homfeld, Burr Howard, Smith ·
1988: Beerbaum, Brinkmann, Hafemeister, Sloothaak ·
1992: Raijmakers, Romp, Tops, Lansink ·
1996: Sloothaak, Nieberg, Kirchhoff, Beerbaum ·
2000: Beerbaum, Nieberg, Ehning, Becker ·
2004: Wylde, Ward, Madden, Kappler ·
2008: Ward, Kraut, Simpson, Madden ·
2012: Skelton, Maher, Brash, Charles ·
2016: Rozier, Staut, Bost, Leprévost ·
2020: von Eckermann, Baryard-Johnsson, Fredricson ·
2024: Maher, Charles, Brash